# Оброк
Оброк или обед (понекад јело) представља одређену количину хране или пића која се конзумира у неком тренутку. Основни оброци су доручак, ручак и вечера. Постоје још и мањи оброци у које спадају ужина и закуска.
Иако се могу јести било где, оброци се обично одржавају у кућама, ресторанима и кафетеријама. Редовни оброци се дешавају свакодневно, обично неколико пута дневно. Специјални оброци се обично одржавају у вези са приликама као што су рођендани, венчања, годишњице и празници. Оброк се разликује од ужине по томе што су оброци генерално већи, разноврснији и заситнији од ужина.

## Доручак
Доручак је први оброк у дану, који се најчешће једе у раним јутарњим часовима пре него што се започне радни дан. Неки верују да је то најважнији оброк у дану. Енглеска реч breakfast дословно се односи на прекид поста од претходне ноћи.
Храна за доручак се веома разликује од места до места, али често укључује угљене хидрате као што су житарице, воће, поврће, протеинску храну као што су јаја, месо или риба, и пића као што су чај, кафа, млеко или воћни сок, сокове који се често узимају првo. Уобичајени су кафа, млеко, чај, сок, житарице, палачинке, вафлe, кобасице, тост, сланина, заслађени хлеб, свеже воће, поврће, јаја, печени пасуљ, мафини, пецива и тост са путером, маргарином, џемом или мармеладом. То су примери западњачке хране за доручак, иако је велики број препарата и састојака повезан са доручком на глобалном нивоу.

### Варијације доручка

#### Пун доручак
Пуни доручак је оброк који обично укључује сланину, кобасице, јаја и разне друге куване хране, са топлим напитцима као што су кафа или чај, или хладним напитцима као што су сок или млеко. Посебно је популаран у Великој Британији и Ирској, до те мере да многи кафићи и пабови нуде оброк у било које доба дана као „целодневни доручак“. Такође је популаран у другим земљама енглеског говорног подручја.
У Енглеској се обично назива 'пун енглески доручак' (често скраћен на 'пун енглески') или 'пржење'. Други регионални називи и варијанте укључују 'пуни шкотски', 'пуни велшки', 'пуни ирски' и 'улстерски пржени'. Пуни доручак је међу међународно признатим британским јелима, заједно са основним намирницама као што су бангерс & пире, пастирска пита, риба и помфрит и божићна вечера.

#### Инстант доручак
„Инстант доручак“ се обично односи на прехрамбене производе за доручак који се производе у облику праха, који се углавном припремају уз додатак млека, а затим се конзумирају као напитак. Неки инстант доручци се производе и продају у течном облику, претходно помешани. Циљно тржиште за производе инстант доручка укључује потрошаче који имају тенденцију да буду заузети, као што су одрасле особе које раде.

#### Доручак са шампањцем
Доручак са шампањцем је доручак који се служи са шампањцем или пенушавим вином. То је нови концепт у неким земљама и није типичан за улогу доручка.
То може бити део сваког дана или излета који се сматра посебно луксузним или попустљивим. Пратећи доручак је понекад сличног високог стандарда и укључује богату храну као што су лосос, кавијар, чоколада или пецива, која се обично не би јела за доручак или више јела. Уместо формалног оброка, доручак се примаоцу може дати у корпи.

## Ручак
Ручак, скраћеница за ручак, је лагани оброк који се обично једе у подне. Порекло енглеских речи lunch и luncheon односи се на малу ужину која се првобитно јела у било које доба дана или ноћи. Током 20. века значење се постепено сужавало на мали или средњи оброк који се једе у подне. Ручак је обично други оброк у дану након доручка. Оброк варира у величини у зависности од културе, а значајне варијације постоје у различитим деловима света.

### Варијације ручка
Упаковани ручак (који се такође назива ручак у пакету, ручак у врећи или ручак у торби у Северној Америци, или паковани ручак у Уједињеном Краљевству, као и регионалне варијације: паковање у Ланкаширу, Мерзисајду и Јоркширу) је ручак који се припрема у кући и носи да се једу негде другде, као што је школа, радно место, или на излету. Храна је обично умотана у пластику, алуминијумску фолију или папир и може се носити („упаковати“) у кутију за ручак, папирну кесу („врећу“) или пластичну кесу. Док упаковани ручкови обично носе од куће људи који ће их јести, у Мумбају у Индији кутије зване тифин најчешће преузимају од куће и касније током дана доносе на радна места такозвани дабавали. Такође је могуће купити упаковане ручкове у продавницама у неколико земаља. Кутије за ручак направљене од метала, пластике или винила сада су популарне код данашње омладине. Кутије за ручак омогућавају да се понесу тежи ручкови у чвршћој кутији или торби. То је исто тако еколошки прихватљиво.

### Готови оброк
Друга варијанта ручка је готови оброк, ово је оброк који се често купује у продавници и садржи следеће: сендвич или пециво, кесицу чипса, салату или воће и флаширано пиће. Понуде за оброке су главна компонента многих западних великих супермаркета и продавница; углавном се нуде по повољној цени и веома су погодни за запослене особе. Неке продавнице сада додају врхунске артикле за оброке и салате у свој инвентар понуде оброка. Критичари, међутим, критикују готове оброку због повећања нивоа пластичног отпада за једнократну употребу у оптицају и убеђивања људи да купују више хране него што су првобитно намеравали или желели – што доприноси растућој кризи гојазности.

## Вечера
Вечера се обично односи на значајан и важан оброк у току дана, који може бити подневи или вечерњи оброк. Међутим, термин вечера може имати много различитих значења у зависности од културе; то може значити оброк било које величине који се једе у било које доба дана. Историјски гледано, то се односило на први велики оброк у дану, који се једе око поднева, и још увек се понекад користи за подневни оброк, посебно ако је велики или главни оброк. На пример, недељна вечера је назив који се користи за обилан оброк који се служи након што се породица врати кући са јутарње црквене службе, а често се заснива на месу које се пекло док је породица била вани.

### Варијације вечере
Вечера са пуним курсом је вечера која се састоји од више јела или курсева. У свом најједноставнијем облику може се састојати од три до пет јела, као што су предјело, јело од рибе, главно јело и десерт. Традиционални курсеви и њихов редослед варирају у зависности од културе. У структури италијанског оброка традиционално постоје четири формална јела: антипасто (предјела), primo („прво“ јело, нпр. јело од тестенине), secondo („друго“ јело, нпр. риба или месо), обично уз пратњу прилога, и dolce („слаткиш“, или десерт).